# Convento dei Padri Passionisti
Il convento dei Padri Passionisti - originariamente complesso conventuale di San Francesco - è un luogo di culto cattolico situato nel comune di Brugnato, lungo la strada provinciale 566 della Val di Vara, in provincia della Spezia.

## Storia e descrizione

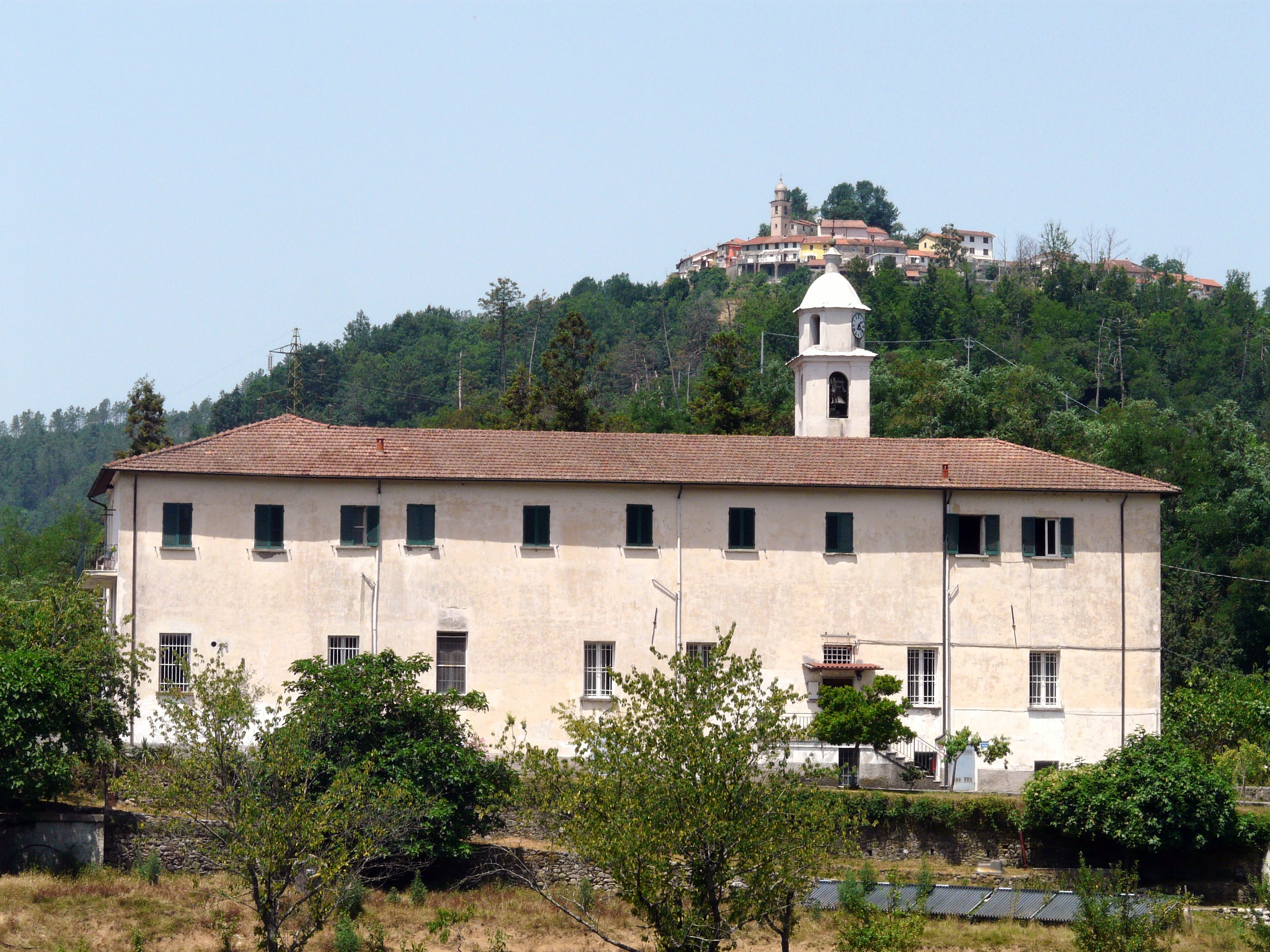
Il complesso visto dalla provinciale

L'intero complesso, comprensivo del convento e della vicina chiesa di San Francesco, fu terminato nel 1635.
All'interno della chiesa, ad unica navata e con cinque altari, sono custoditi dipinti e tele databili al XVII e XVIII secolo. L'edificio conventuale presenta un chiostro di forma quadrangolare, tre dormitori, un refettorio e una biblioteca.
L'edificio è stato gestito dalla congregazione dei Passionisti dal 1843 al 2015, anno in cui, a seguito della carenza di religiosi, l'ordine ha deciso la chiusura della casa religiosa. Pertanto, i due ultimi padri rimasti, hanno abbandonato il convento in data 8 settembre 2015.